# Mount Frere
Mount Frere é uma cidade localizada na província de Cabo Oriental na África do Sul. Seu nome foi dado em homenagem à Sir Henry Bartle Edward Frere.